# Yudai Nakashima
Yudai Nakashima (født 31. august 1984) er en tidligere japansk fodboldspiller.
Han har spillet for flere forskellige klubber i sin karriere, herunder Giravanz Kitakyushu.